# The Caretaker (músico)
The Caretaker fue un proyecto de larga duración del músico electrónico James Leyland Kirby, quien también publicó su trabajo como V/Vm. Su trabajo bajo el pseudónimo de The Caretaker se ha caracterizado por explorar la memoria y el deterioro gradual de la misma, la nostalgia y la melancolía. Inicialmente el proyecto se inspiró en la escena del salón de baile embrujado de la película de 1980 The Shining, utilizando simples procesados y manipuladas de grabaciones de pop de salón de baile de los años 30.
Sus obras han recibido elogios de la crítica en publicaciones como The Wire, The New York Times y BBC Music, y el proyecto fue uno de los favoritos del DJ de la BBC John Peel. "Theoretically Pure Anterograde Amnesia" se lanzó en 2005 como una serie de 72 MP3s de descarga gratuita, recibiendo gran aclamación de la crítica. "An Empty Bliss Beyond This World" recibió más aclamación en 2011. A partir de 2016, se lanzó en partes un proyecto final titulado "Everywhere at the End of Time". Cada parte del lanzamiento representa una etapa diferente en la demencia, llegando hasta la última entrega en 2019, en la cual el personaje de “The Caretaker" murió y el pseudónimo fue retirado.

## Discografía

### Como The Caretaker
- Selected Memories From The Haunted Ballroom (1999)
- A Stairway to the Stars (2001)
- We'll All Go Riding On A Rainbow (2003)
- Theoretically Pure Anterograde Amnesia (2005)
- Additional Amnesiac Memories (2006)
- Deleted Scenes / Forgotten Dreams (2007)
- Persistent repetition of phrases (2008)
- An Empty Bliss Beyond This World (2011)
- Patience (After Sebald) (2012)
- Extra Patience (After Sebald) (2012)
- Everywhere at the end of time (Stage 1) (2016)
- Everywhere at the end of time (Stage 2) (2017)
- Everywhere at the end of time (Stage 3) (2017)
- Everywhere at the end of time (Stage 4) (2018)
- Everywhere at the end of time (Stage 5) (2018)
- Everywhere at the end of time (Stage 6) (2019)
- Everywhere, an empty bliss (2019)

### Como Leyland Kirby
- Sadly, the Future Is No Longer What It Was (2009)
- Eager to Tear Apart the Stars (2011)
- Bonus Tracks 1 (Compilación, 2011)
- Breaks My Heart Each Time (EP, 2014)
- We Drink to Forget the Coming Storm (2014)
- The Death of Rave (A Partial Flashback) (2014)
- Intrigue & Stuff (Compilación, 2015)
- We, So Tired of All the Darkness in Our Lives (2017)
- We Are in the Shadow of a Distant Fire (2022)

### Como The Stranger
- The Stranger (1998)
- Bleaklow (2008)
- Watching Dead Empires in Decay (2013)
- Bleaklow (Remasterizado, 2014)